# Скилс, Гомер Коллэр
Гомер Коллэр Скилс (англ. Homer Collar Skeels, 31 июля 1873 — 3 января 1934) — американский ботаник и агроном.

## Биография
Гомер Коллэр Скилс родился в Гранд-Рапидсе (штат Мичиган) 31 июля 1873 года. В 1898 году окончил Мичиганский сельскохозяйственный колледж. С 1907 года до конца жизни работал в Бюро растениеводства Министерства сельского хозяйства США. Умер 3 января 1934 года в Ист-Сент-Луисе (штат Иллинойс).

## Научная деятельность
Гомер Коллэр Скилс специализировался на семенных растениях. Был экспертом по идентификации семян растений. Собрал коллекцию семян насчитывающую около 45 000 образцов. Он был членом Американской ассоциации развития науки, Вашингтонской академии наук, Ботанического общества Америки, Ботанического общества Вашингтона и Биологического общества Вашингтона.